# Euphorbia tuckeyana
Espèce
Statut CITES

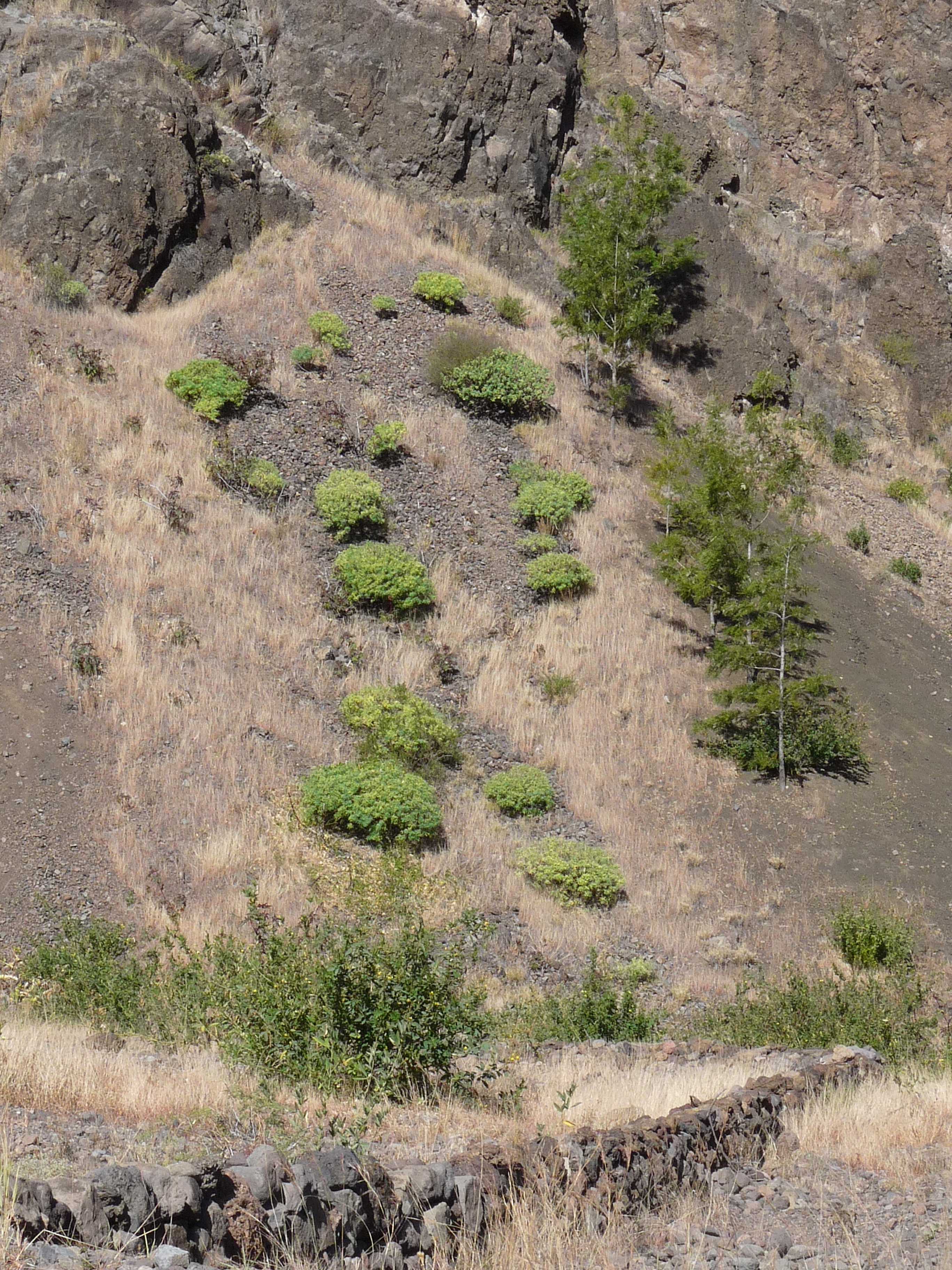
Euphorbia tuckeyana à flanc de montagne (Fogo).

Euphorbia tuckeyana est une espèce de plantes à fleurs de la famille des Euphorbiaceae. C'est une espèce endémique du Cap-Vert, que l'on trouve sur les îles de Santo Antão, São Nicolau, São Vicente, Sal, Santiago, Fogo et Brava, généralement sur des sols rocheux, entre 200 et 1 600 m d'altitude.
Localement elle est connue sous le nom de « tortolho ».
Elle est utilisée pour le tannage des peaux.

## Philatélie
Euphorbia tuckeyana est reproduite sur un timbre émis par le Cap-Vert en 2002.